# Siarhei Rutenka
Siarhei Rutenka (in bielorusso Сяргей Аляксеевіч Рутэнка?, Sjarhej Aljakseevič Rutėnka; Minsk, 29 agosto 1981) è un ex pallamanista bielorusso naturalizzato sloveno.

## Palmarès

### Competizioni nazionali
- Campionato sloveno: 3

Celje: 2002-03, 2003-04, 2004-05
- Coppa di Slovenia: 1

Celje: 2003-04
- Liga ASOBAL: 8

Ciudad Real: 2006-07, 2007-08, 2008-09
Barcellona: 2010-11, 2011-12, 2012-13, 2013-14, 2014-15
- Coppa del Re: 4

Ciudad Real: 2007-08
Barcellona: 2009-10, 2013-14, 2014-15
- Coppa ASOBAL: 8

Ciudad Real: 2005-06, 2006-07, 2007-08
Barcellona: 2009-10, 2011-12, 2012-13, 2013-14, 2014-15
- Supercoppa ASOBAL: 7

Ciudad Real: 2005, 2008
Barcellona: 2009, 2010, 2013, 2014, 2015

### Competizioni internazionali
- Champions League: 6

Celje: 2003-04
Ciudad Real: 2005-06, 2007-08, 2008-09
Barcellona: 2010-11, 2014-15

### Individuale
- Miglior marcatore della Champions League: 2003-04, 2004-05
- Capocannoniere dell'Europeo: 2006